# Rallye Sanremo
Pour les articles homonymes, voir San Remo.

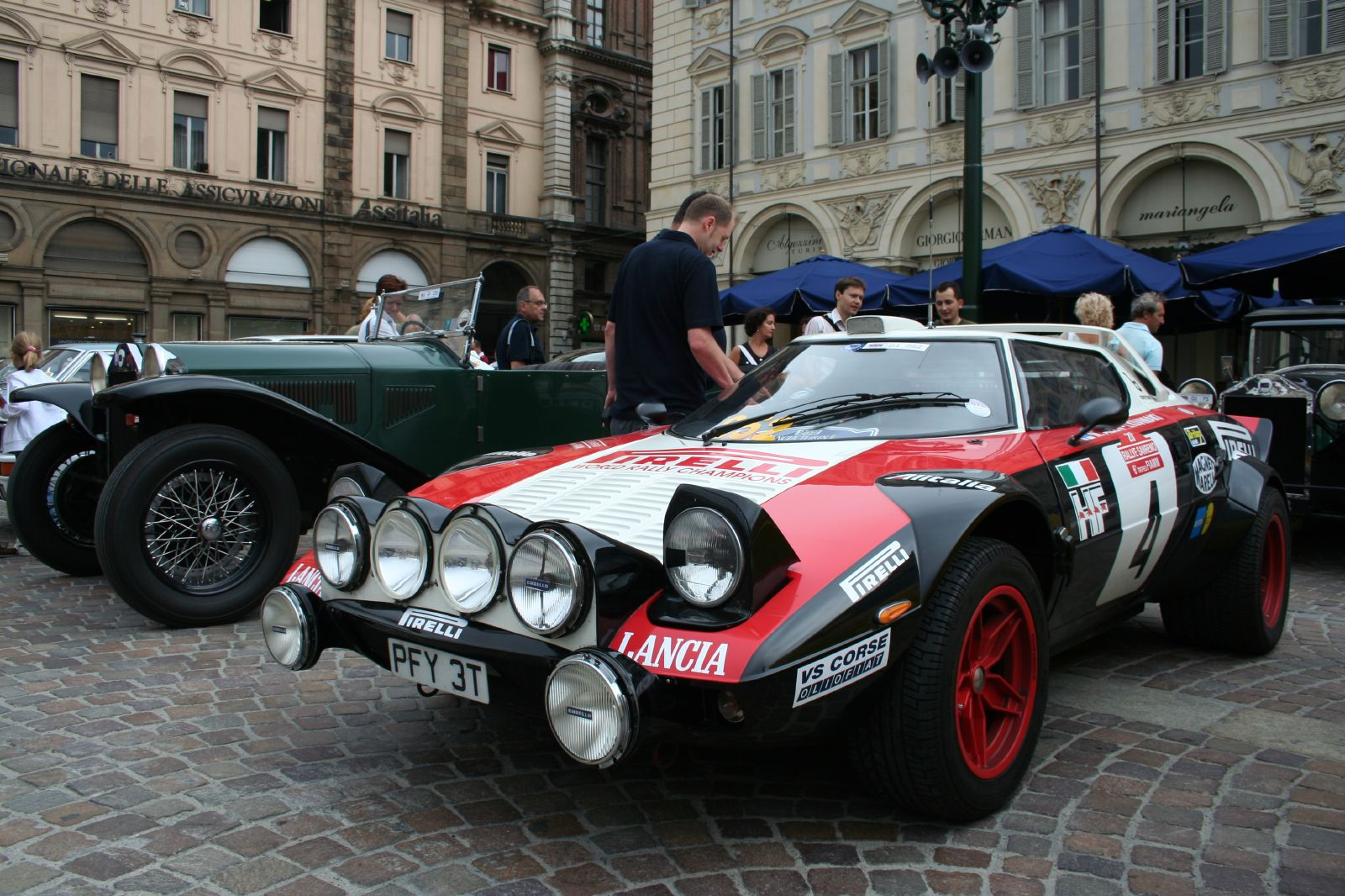
La Lancia Stratos HF de Markku Alén, vainqueur en 1978.

Le Rallye Sanremo (ou rallye de San Remo) est un rallye automobile essentiellement sur asphalte qui se court autour de la ville de San Remo, en Ligurie (au sud du Piémont).

## Histoire
Les deux premières courses, en 1928 et 1929, s'appelaient le « rallye des fleurs ». Le rallye disparut ensuite jusqu'en 1961, date à partir de laquelle il fut organisé chaque année, profitant immédiatement de la quasi-disparition du Rallye de Sestrières, qui avait localement dominé toutes les années 1950. 
Il a compté pour le championnat du monde des rallyes, depuis la création de celui-ci en 1973 jusqu'à 2003. Il a ensuite été intégré au championnat italien et au championnat IRC. Avec le rallye d'Ypres, il est le seul à avoir participé à chacune des six saisons de cette dernière compétition.
Ce rallye (court de performance)[pas clair] est crédité comme le premier avant-guerre à avoir proposé un tracé uniquement sur terre, les épreuves de ce type s'étant jusqu'alors toujours courues au moins en grande partie sur routes asphaltées, cailloutées ou gravillonnées.
On retrouve parmi ses vainqueurs des noms prestigieux, comme Jean-Luc Thérier, Walter Röhrl et Sébastien Loeb. Trois pilotes l'ont remporté à trois reprises : Miki Biasion, Didier Auriol et Gilles Panizzi. En 1981, Michèle Mouton y fut la première femme pilote professionnelle à gagner un rallye du championnat du monde.

## Palmarès

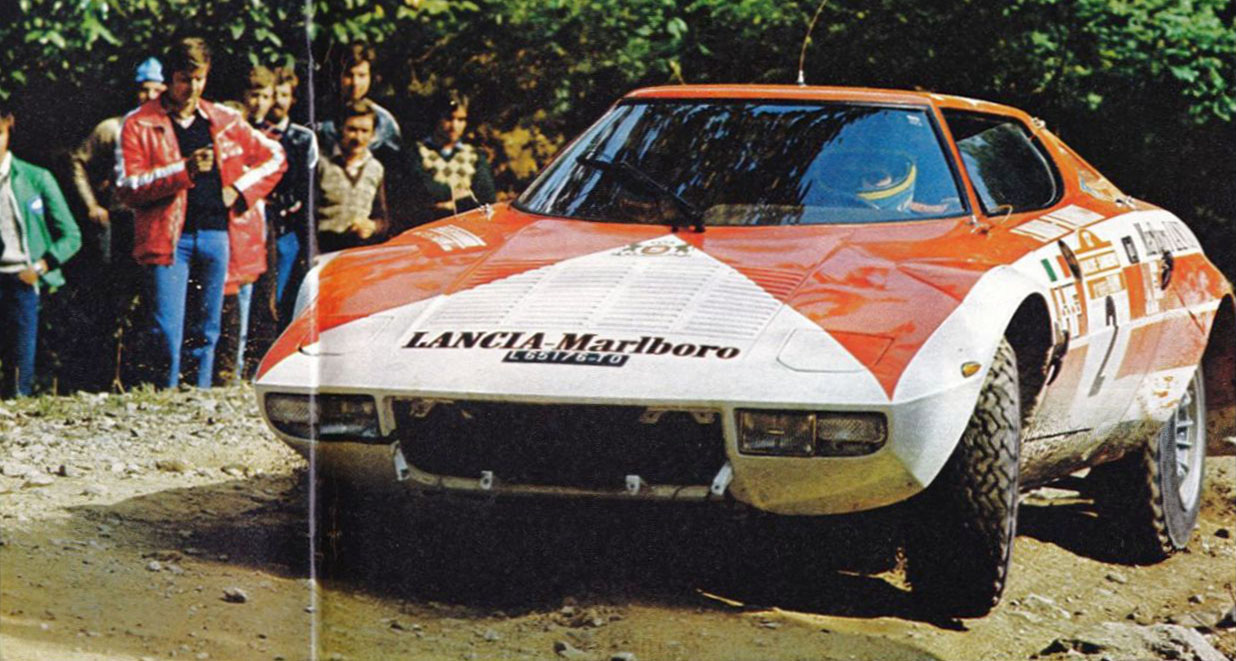
La Lancia Stratos de Sandro Munari et Mario Mannucci au rallye 1974, qu'ils ont remporté.

Sources,
| Année | Nom du rallye / Date                             | Pilote                                          | Copilote                                        | Voiture                                         | Championnat                                             |
| ----- | ------------------------------------------------ | ----------------------------------------------- | ----------------------------------------------- | ----------------------------------------------- | ------------------------------------------------------- |
| 1928  | (10 novembre)                                    | Ernest Urdăreanu                                |                                                 | Fiat 520                                        |                                                         |
| 1929  |                                                  | Ernest Urdăreanu                                |                                                 | Fiat 521                                        |                                                         |
| 1961  | 1er Rally dei Fiori (ou Rally Sanremo-Sestriere) | Gian Romeo De Villa                             | Mario De Villa                                  | Alfa Romeo Giulietta Ti                         | CIR                                                     |
| 1962  | 2e Rally dei Fiori                               | Piero Frescobaldi                               | Dorando Malincoli                               | Lancia Flavia                                   | CIR                                                     |
| 1963  | 3e Rally dei Fiori                               | Franco Patria                                   | Sergio Orengo                                   | Lancia Flavia                                   | CIR                                                     |
| 1964  | 4e Rally dei Fiori                               | Erik Carlsson                                   | Gunnar Palm                                     | Saab 96 sport                                   | ERC                                                     |
| 1965  | 5e Rally dei Fiori                               | Leo Cella                                       | Sergio Gamenara                                 | Lancia Fulvia 2C                                | ERC                                                     |
| 1966  | 6e Rally dei Fiori                               | Leo Cella                                       | Luciano Lombardini                              | Lancia Fulvia Coupé                             | ERC                                                     |
| 1967  | 7e Rally dei Fiori                               | Jean-François Piot                              | Nicolas Roure                                   | Renault 8 Gordini                               | ERC                                                     |
| 1968  | Rally Sanremo                                    | Pauli Toivonen                                  | Marti Tiukkanen                                 | Porsche 911 T                                   | ERC                                                     |
| 1969  | Rally Sanremo                                    | Harry Källström                                 | Gunnar Häggbom                                  | Lancia Fulvia HF 1.6                            | ERC                                                     |
| 1970  | 1er Sanremo-Sestriere - Rallye d'Italie          | Jean-Luc Thérier                                | Marcel Callewaert                               | Alpine A110                                     | IMC                                                     |
| 1971  | 2e Sanremo-Sestriere - Rallye d'Italie           | Ove Andersson                                   | Tony Nash                                       | Alpine A110                                     | IMC                                                     |
| 1972  | 14e Rallye Sanremo                               | Amilcare Ballestrieri                           | Arnaldo Bernacchini                             | Lancia Fulvia HF 1.6                            | IMC                                                     |
| 1973  | 15e Rallye Sanremo                               | Jean-Luc Thérier                                | Jacques Jaubert                                 | Alpine A110 1.8 S                               | WRC                                                     |
| 1974  | 16e Rallye Sanremo                               | Sandro Munari                                   | Mario Mannucci                                  | Lancia Stratos                                  | WRC                                                     |
| 1975  | 17e Rallye Sanremo                               | Björn Waldegård                                 | Hans Thorszelius                                | Lancia Stratos                                  | WRC                                                     |
| 1976  | 18e Rallye Sanremo                               | Björn Waldegård                                 | Hans Thorszelius                                | Lancia Stratos                                  | WRC                                                     |
| 1977  | 19e Rallye Sanremo                               | Jean-Claude Andruet                             | Christian Delferrier                            | Fiat Abarth 131                                 | WRC                                                     |
| 1978  | 20e Rallye Sanremo                               | Markku Alén                                     | Ilkka Kivimäki                                  | Lancia Stratos                                  | WRC                                                     |
| 1979  | 21e Rallye Sanremo                               | Tony Fassina                                    | Mauro Mannini                                   | Lancia Stratos                                  | WRC                                                     |
| 1980  | 22e Rallye Sanremo                               | Walter Röhrl                                    | Christian Geistdörfer                           | Fiat Abarth 131                                 | WRC                                                     |
| 1981  | 23e Rallye Sanremo                               | Michèle Mouton                                  | Fabrizia Pons                                   | Audi Quattro                                    | WRC                                                     |
| 1982  | 24e Rallye Sanremo                               | Stig Blomqvist                                  | Björn Cederberg                                 | Audi Quattro                                    | WRC                                                     |
| 1983  | 25e Rallye Sanremo                               | Markku Alén                                     | Ilkka Kivimäki                                  | Lancia 037                                      | WRC                                                     |
| 1984  | 26e Rallye Sanremo                               | Ari Vatanen                                     | Terry Harryman                                  | Peugeot 205 T16                                 | WRC                                                     |
| 1985  | 27e Rallye Sanremo                               | Walter Röhrl                                    | Christian Geistdörfer                           | Audi Quattro Sport S1                           | WRC                                                     |
| 1986  | 28e Rallye Sanremo                               | Markku Alén                                     | Ilkka Kivimäki                                  | Lancia Delta S4                                 | WRC (résultats annulés par la FISA le 18 décembre 1986) |
| 1987  | 29e Rallye Sanremo                               | Miki Biasion                                    | Tiziano Siviero                                 | Lancia Delta HF 4WD                             | WRC                                                     |
| 1988  | 30e Rallye Sanremo - Rallye d'Italie             | Miki Biasion                                    | Tiziano Siviero                                 | Lancia Delta Integrale                          | WRC                                                     |
| 1989  | 31e Rallye Sanremo - Rallye d'Italie             | Miki Biasion                                    | Tiziano Siviero                                 | Lancia Delta Integrale                          | WRC                                                     |
| 1990  | 32e Rallye Sanremo - Rallye d'Italie             | Didier Auriol                                   | Bernard Occelli                                 | Lancia Delta Integrale                          | WRC                                                     |
| 1991  | 33e Rallye Sanremo - Rallye d'Italie             | Didier Auriol                                   | Bernard Occelli                                 | Lancia Delta Integrale                          | WRC                                                     |
| 1992  | 34e Rallye Sanremo - Rallye d'Italie             | Andrea Aghini                                   | Sauro Farnocchia                                | Lancia Delta HF Integrale                       | WRC                                                     |
| 1993  | 35e Rallye Sanremo - Rallye d'Italie             | Franco Cunico                                   | Stefano Evangelisti                             | Ford Escort RS Cosworth                         | WRC                                                     |
| 1994  | 36e Rallye Sanremo - Rallye d'Italie             | Didier Auriol                                   | Bernard Occelli                                 | Toyota Celica Turbo 4WD                         | WRC                                                     |
| 1995  | 37e Rallye Sanremo - Rallye d'Italie             | Piero Liatti                                    | Alessandro Alessandrini                         | Subaru Impreza WRX                              | 2LWC                                                    |
| 1996  | 38e Rallye Sanremo - Rallye d'Italie             | Colin McRae                                     | Derek Ringer                                    | Subaru Impreza 555                              | WRC                                                     |
| 1997  | 39e Rallye Sanremo - Rallye d'Italie             | Colin McRae                                     | Nicky Grist                                     | Subaru Impreza WRC 97                           | WRC                                                     |
| 1998  | 40e Rallye Sanremo - Rallye d'Italie             | Tommi Mäkinen                                   | Risto Mannisenmäki                              | Mitsubishi Lancer Evolution                     | WRC                                                     |
| 1999  | 41e Rallye Sanremo - Rallye d'Italie             | Tommi Mäkinen                                   | Risto Mannisenmäki                              | Mitsubishi Lancer Evolution                     | WRC                                                     |
| 2000  | 42e Rallye Sanremo - Rallye d'Italie             | Gilles Panizzi                                  | Hervé Panizzi                                   | Peugeot 206 WRC                                 | WRC                                                     |
| 2001  | 43e Rallye Sanremo - Rallye d'Italie             | Gilles Panizzi                                  | Hervé Panizzi                                   | Peugeot 206 WRC                                 | WRC                                                     |
| 2002  | 44e Rallye Sanremo - Rallye d'Italie             | Gilles Panizzi                                  | Hervé Panizzi                                   | Peugeot 206 WRC                                 | WRC                                                     |
| 2003  | 45e Rallye Sanremo - Rallye d'Italie             | Sébastien Loeb                                  | Daniel Elena                                    | Citroën Xsara WRC 6                             | WRC                                                     |
| 2004  | 46e Rallye Sanremo                               | Renato Travaglia                                | Flavio Zanella                                  | Peugeot 206 XS S1600                            | CIR                                                     |
| 2005  | 47e Rallye Sanremo                               | Alessandro Perico                               | Fabrizio Carrara                                | Renault Clio S1600                              | CIR                                                     |
| 2006  | 48e Rallye Sanremo                               | Paolo Andreucci                                 | Anna Andreussi                                  | Fiat Punto Abarth S2000                         | IRC & CIR                                               |
| 2007  | 49e Rallye Sanremo                               | Luca Rossetti                                   | Matteo Chiarcossi                               | Peugeot 207 S2000                               | IRC & CIR                                               |
| 2008  | 50e Rallye Sanremo                               | Giandomenico Basso                              | Flavio Guglielmini                              | Fiat Grande Punto S2000                         | IRC & CIR                                               |
| 2009  | 51e Rallye Sanremo                               | Kris Meeke                                      | Paul Nagle                                      | Peugeot 207 S2000                               | IRC & CIR                                               |
| 2010  | 52e Rallye Sanremo                               | Paolo Andreucci                                 | Anna Andreucci                                  | Peugeot 207 S2000                               | IRC & CIR                                               |
| 2011  | 53e Rallye Sanremo                               | Thierry Neuville                                | Nicolas Gilsoul                                 | Peugeot 207 S2000                               | IRC & CIR                                               |
| 2012  | 54e Rallye Sanremo                               | Giandomenico Basso                              | Mitia Dotta                                     | Ford Fiesta RRC                                 | IRC & CIR                                               |
| 2013  | 55e Rallye Sanremo                               | Giandomenico Basso                              | Mitia Dotta                                     | Peugeot 207 S2000                               | ERC & CIR                                               |
| 2014  | 56e Rallye Sanremo                               | Umberto Scandola (it)                           | Guido D'Amore                                   | Škoda Fabia S2000                               | CIR                                                     |
| 2015  | 62e Rallye Sanremo                               | Paolo Andreucci                                 | Anna Andreussi (it)                             | Peugeot 208 T16                                 | CIR                                                     |
| 2016  | 63e Rallye Sanremo                               | Paolo Andreucci                                 | Anna Andreussi (it)                             | Peugeot 208 T16                                 | CIR                                                     |
| 2017  | 64e Rallye Sanremo                               | Paolo Andreucci                                 | Anna Andreussi (it)                             | Peugeot 208 T16                                 | CIR                                                     |
| 2018  | 65e Rallye Sanremo                               | Paolo Andreucci                                 | Anna Andreussi (it)                             | Peugeot 208 T16                                 | CIR                                                     |
| 2019  | 66e Rallye Sanremo                               | Craig Breen                                     | Paul Nagle                                      | Škoda Fabia R5 (en)                             | CIR                                                     |
| 2020  | Annulé en raison des conditions météorologiques  | Annulé en raison des conditions météorologiques | Annulé en raison des conditions météorologiques | Annulé en raison des conditions météorologiques | Annulé en raison des conditions météorologiques         |
| 2021  | 68e Rallye Sanremo                               | Craig Breen                                     | Paul Nagle                                      | Hyundai i20 R5 (en)                             | CIR                                                     |
| 2022  | 69e Rallye Sanremo                               | Fabio Andolfi (en)                              | Manuel Fenoli                                   | Škoda Fabia Rally2 evo (en)                     | CIR                                                     |
| 2023  | 70e Rallye Sanremo                               | Giandomenico Basso                              | Lorenzo Granai                                  | Škoda Fabia RS Rally2                           | CIR                                                     |

## Rallye Sanremo Historique
(La Coppa dei Fiori, qui fait suite au rallye le même jour sur les mêmes parcours, est une épreuve de précision, et non une course proprement dite. Les deux compétitions sont ouvertes aux véhicules construits avant 1983.)
Palmarès du Rallye Sanremo Historique
- 1986 : Cappelli / Barbieri, sur Osca 1600 GTS;
- 1987 : Cappelli / Barbieri, sur Osca 1600 GTS;
- 1988 : Sandretto / Novaro, sur Jaguar E;
- 1989 : Ammendola / Cavadini, sur Lancia Aurelia B20;
- 1990 : Guaitamacchi / Magliocco, sur Lotus Elan;
- 1991 : Zanchi / Belotti, sur Lotus Elan;
- 1992 : Zanchi / Belotti, sur Lotus Elan;
- 1993 : Zanchi / Belotti, sur Lotus Elan;
- 1994 : Fini-Rinaldi sur Jaguar E Type;
- 1995 : Nies / Siems, sur Lotus Elan S2;
- 1996 : Tessore / Costa, sur Lotus Elan S2;
- 1997 : Röhrl / Goebel, sur Porsche 911;
- 1998 : Stoschek / Hubner, sur Porsche 911;
- 1999 : Bomolini / Garino, sur Porsche 911
- 2000 : Trajbold / Trajboldova, sur Porsche 911;
- 2001 : Duberti / Dominoni, sur BMW 2002 TI;
- 2002 : Muccioli / Celli, sur Porsche 911S;
- 2003 : Marchionni / Spagnolatti, sur Porsche 911;
- 2004 : Marchionni / Spagnolatti, sur Porsche 911;
- 2005 : Riolo / Marin, sur Porsche 911RS;
- 2006 : Riolo / Marin, sur Porsche 911RS;
- 2007 : Camandona / Balet, sur Alfa Romeo Giulia Sprint;
- 2008 : Bianchini / Baldaccini, sur Lancias Stratos;
- 2009 : Parisi / D'Angelo, sur Porsche 911S;
- 2010 : Brazzoli / Valmassoi, sur Porsche 911SC;
- 2011 : Da Zanche / Belfiore, sur Porsche 911;
- 2012 : Pedro / Mattanza, sur Lancia 037 Rally;
- 2013 : Comas / Paganelli, sur Lancia Stratos;
- 2014 : Pedro / Baldacchini, sur Lancia 037 Rally.